# Torralbilla
Torralbilla è un comune spagnolo di 78 abitanti situato nella comunità autonoma dell'Aragona.